# Baking Pot
Baking Pot är en fornlämning i Belize.   Den ligger i distriktet Cayo, i den centrala delen av landet, 26 kilometer väster om huvudstaden Belmopan. Baking Pot ligger 70 meter över havet.
Terrängen runt Baking Pot är huvudsakligen platt, men åt sydost är den kuperad. Närmaste större samhälle är San Ignacio, 9,2 kilometer väster om Baking Pot.
I omgivningarna runt Baking Pot växer i huvudsak städsegrön lövskog. Runt Baking Pot är det glesbefolkat, med 10 invånare per kvadratkilometer.